# Liste der Monuments historiques in Voisey
Die Liste der Monuments historiques in Voisey führt die Monuments historiques in der französischen Gemeinde Voisey auf.

## Liste der Immobilien
| Bezeichnung                      | Beschreibung            | Standort                            | Kennzeichnung | Schutzstatus | Datum | Bild |
| -------------------------------- | ----------------------- | ----------------------------------- | ------------- | ------------ | ----- | ---- |
| Monumentalkreuz                  | aus dem 15. Jahrhundert | Voisey, rue de Bourbonne (Lage)     | PA00079284    | Inscrit      | 1925  |      |
| Kirche Notre-Dame-de-la-Nativité | ab dem 13. Jahrhundert  | Voisey, rue de Bourbonne (Lage)     | PA00079286    | Classé       | 1943  |      |
| Wegekreuz                        | aus dem 16. Jahrhundert | Vaux-la-Douce, rue de Voisey (Lage) | PA00079285    | Inscrit      | 1927  |      |

## Liste der Objekte
| Bezeichnung                                                                 | Beschreibung                                                                        | Standort                                                 | Kennzeichnung | Schutzstatus | Datum | Bild |
| --------------------------------------------------------------------------- | ----------------------------------------------------------------------------------- | -------------------------------------------------------- | ------------- | ------------ | ----- | ---- |
| Skulptur Madonna mit Kind                                                   | Stein, farbig gefasst, 16. Jahrhundert                                              | Voisey, in der Kapelle Notre-Dame-de-l’Assomption (Lage) | PM52001299    | Classé       | 1965  |      |
| Skulptur Petrus                                                             | Holz, farbig gefasst, erste Hälfte des 18. Jahrhunderts                             | Voisey, in der Kapelle Notre-Dame-de-l’Assomption (Lage) | PM52001301    | Classé       | 1965  |      |
| Gemälde Stiftung des Rosenkranzes                                           | Ölfarbe auf Leinwand, zweite Hälfte des 17. Jahrhunderts                            | Voisey, in der Kirche Notre-Dame-de-la-Nativité (Lage)   | PM52001467    | Classé       | 2007  |      |
| Gemälde Kreuzigung                                                          |                                                                                     |                                                          | PM52002111    | Inscrit      | 2011  |      |
| Gemälde Anbetung der Könige                                                 | Ölfarbe auf Leinwand, 17. Jahrhundert                                               | Voisey, in der Kirche Notre-Dame-de-la-Nativité (Lage)   | PM52001298    | Classé       | 1966  |      |
| TapeteSchweizer Landschaft                                                  | Papier, um 1825                                                                     | in einem Privathaus                                      | PM52001352    | Classé       | 1992  |      |
| Taufaltar und -becken                                                       | Holz, Stein, Ölfarbe auf Leinwand, 17. Jahrhundert                                  | Voisey, in der Kirche Notre-Dame-de-la-Nativité (Lage)   | PM52001296    | Classé       | 1966  |      |
| Skulptur Heiliger Sebastian                                                 | Holz, farbig gefasst, 18. Jahrhundert                                               | Voisey, in der Kirche Notre-Dame-de-la-Nativité (Lage)   | PM52001297    | Classé       | 1966  |      |
| Gemälde Der heilige Simon Stock empfängt das Skapulier von der Gottesmutter | Ölfarbe auf Leinwand, zweite Hälfte des 17. Jahrhunderts, von Claude-Adrien Richard | Voisey, in der Kirche Notre-Dame-de-la-Nativité (Lage)   | PM52001468    | Classé       | 2008  |      |
| Hauptaltar                                                                  | Retabel; Holz, farbig gefasst und vergoldet, Ende des 17. Jahrhunderts              | Voisey, in der Kirche Notre-Dame-de-la-Nativité (Lage)   | PM52001294    | Classé       | 1965  |      |
| Skulptur Johannes der Täufer                                                | Stein, farbig gefasst, 16. Jahrhundert                                              | Voisey, in der Kirche Notre-Dame-de-la-Nativité (Lage)   | PM52001295    | Classé       | 1966  |      |
| Reiterskulptur Heiliger Martin                                              | Holz, farbig gefasst, Ende des 16. Jahrhunderts                                     |                                                          | PM52001293    | Classé       | 1960  |      |
| Skulptur Paulus                                                             | Holz, farbig gefasst, erste Hälfte des 18. Jahrhunderts                             | Voisey, in der Kapelle Notre-Dame-de-l’Assomption (Lage) | PM52001300    | Classé       | 1965  |      |